# Reino Unido en los Juegos Olímpicos de París 1900
El Reino Unido estuvo representado en los Juegos Olímpicos de París 1900 por un total de 104 deportistas que compitieron en 16 deportes.

## Medallistas
El equipo olímpico británico obtuvo las siguientes medallas:
| Nombre                                                  | Deporte           | Competición         |
| ------------------------------------------------------- | ----------------- | ------------------- |
| Oro                                                     |                   |                     |
| Alfred Tysoe                                            | Atletismo         | 800 m M             |
| Charles Bennett                                         | Atletismo         | 1500 m M            |
| John Rimmer                                             | Atletismo         | 4000 m obstáculos M |
| Equipo                                                  | Cricket           | Torneo M            |
| Equipo                                                  | Fútbol            | Torneo M            |
| John Jarvis                                             | Natación          | 1000 m libre M      |
| John Jarvis                                             | Natación          | 4000 m libre M      |
| Lawrence Doherty                                        | Tenis             | Individual M        |
| Charlotte Cooper                                        | Tenis             | Individual F        |
| Lawrence Doherty Reginald Doherty                       | Tenis             | Dobles M            |
| Charlotte Cooper Reginald Doherty                       | Tenis             | Dobles mixto        |
| Lorne Currie John Gretton Linton Hope Algernon Maudslay | Vela              | ½ – 1 Ton M         |
| Edward Hore Harry Jefferson John Howard Taylor          | Vela              | 3 – 10 Ton M        |
| Cecil Quentin                                           | Vela              | +20 Ton M           |
| Lorne Currie John Gretton Linton Hope Algernon Maudslay | Vela              | Clase abierta M     |
| Equipo                                                  | Waterpolo         | Torneo M            |
| Plata                                                   |                   |                     |
| Sidney Robinson                                         | Atletismo         | 2500 m obstáculos M |
| Charles Bennett                                         | Atletismo         | 4000 m obstáculos M |
| Patrick Leahy                                           | Atletismo         | Salto de altura M   |
| Lloyd Hildebrand                                        | Ciclismo en pista | 25 km M             |
| Walter Rutherford                                       | Golf              | Individual M        |
| Equipo                                                  | Rugby             | Torneo M            |
| Harold Mahony                                           | Tenis             | Individual M        |
| Selwin Calverley                                        | Vela              | +20 Ton M           |
| Bronce                                                  |                   |                     |
| Sidney Robinson                                         | Atletismo         | 4000 m obstáculos M |
| Patrick Leahy                                           | Atletismo         | Salto de longitud M |
| David Robertson                                         | Golf              | Individual M        |
| Peter Kemp                                              | Natación          | 200 m obstáculos M  |
| Saint-George Ashe                                       | Remo              | Scull ind. (M1x) M  |
| Reginald Doherty                                        | Tenis             | Individual M        |
| Arthur Norris                                           | Tenis             | Individual M        |
| Harold Mahony Arthur Norris                             | Tenis             | Dobles M            |
| Edward Hore                                             | Vela              | 10 – 20 Ton M       |